# Xã Scioto, Quận Jackson, Ohio
Xã Scioto (: Scioto Township) là một xã thuộc quận Jackson, tiểu bang Ohio, Hoa Kỳ. Năm 2010, dân số của xã này là 1.921 người.